# مؤسسة حقوق إنسان وطنية
مؤسسة حقوق إنسان وطنية، هي أي مؤسسة مستقلة مهمتها حماية حقوق الإنسان، ومراقبتها وتعزيزها في بلد ما من بلدان العالم، وقد شجعت مفوضية حقوق الإنسان التابعة للأمم المتحدة على إنشاء وتطوير مثل هذه المؤسسات، إذ يوجد اليوم أكثر من 100 مؤسسة من هذا النوع في العالم، صُنف ثلثاها على الأقل على أنها متوافقة مع معايير الأمم المتحدة المنصوص عليها في مبادئ باريس، إذ يُعدّ الامتثال لمبادئ باريس أساس الاعتماد في الأمم المتحدة والذي تقوم به لجنة فرعية تابعة للجنة التنسيق الدولية للمؤسسات الوطنية لحقوق الإنسان.
تتمتع المؤسسات الوطنية لحقوق الإنسان بصلاحيات محددة وواضحة في ما يتعلق بحقوق الإنسان، تشمل البحث والتوثيق والتدريب والتعليم في قضايا حقوق الإنسان، وتنص التشريعات الدستورية في معظم دول العالم على إنشاء مؤسسات وطنية لحقوق الإنسان تتمتع بالاستقلالية القانونية والمالية.

## المهام
أُنشئت لجان ومؤسسات خاصة في العديد من دول العالم لضمان تطبيق القوانين والقواعد المتعلقة بحماية حقوق الإنسان بشكل فعال، تتألف هذه اللجان من أعضاء من خلفيات متنوعة، مع امتلاكهم خبرات خاصة في مجال حقوق الإنسان.
تهتم مؤسسات حقوق الإنسان في المقام الأول بحماية المواطنين الخاضعين لسلطة الدولة من التمييز وسوء المعاملة، وحماية الحريات المدنية وغيرها من حقوق الإنسان، وتهتم بعض اللجان بالانتهاكات المزعومة لأي حق من الحقوق المعترف بها في الدستور أو في الاتفاقيات الدولية لحقوق الإنسان، تتمثل إحدى أهم الوظائف المنوطة بلجان حقوق الإنسان في تلقي شكاوى المواطنين والتحقيق فيها، ورغم وجود اختلافات كبيرة في الإجراءات التي تتبعها لجان حقوق الإنسان المختلفة في طريقة التحقيق في الشكاوى وحلها، لكن الكثير منها يعتمد على أسلوب التوفيق والتحكيم، وقد تستعين هذه اللجان بمحاكم خاصة لتطبيق القانون أو تحيل القضايا إلى المحاكم العادية التابعة للدولة.
غالبًا ما تكون المؤسسات الوطنية لحقوق الإنسان قادرة على التعامل مع جميع قضايا حقوق الإنسان التي ترتبط مباشرة بالدول، أما في ما يتعلق بالكيانات أو الهيئات غير الحكومية فإن لبعض المؤسسات الوطنية لحقوق الإنسان واحدًا على الأقل من الوظائف والمهام التالية:
- حل النزاعات التي تتعلق بأنواع معينة من الشركات الحكومية أو الخاصة.
- التعامل مع بعض قضايا حقوق الإنسان مثل حقوق العمال وجميع أشكال التمييز.
- تقديم المشورة للدول والحكومات للمساعدة في تحديد التزاماتها الدولية والوطنية في مجال حقوق الإنسان والقيام بها على أحسن وجه.[3]
- تلقي الشكاوى المتعلقة بحقوق الإنسان والتحقيق فيها والعمل على حلها.
- دعم الوعي العام والتثقيف في مجال حقوق الإنسان لجميع قطاعات المجتمع ولا سيما مجموعات الأقليات مثل اللاجئين.
- مراقبة وضع حقوق الإنسان في الدولة.
- التعاون مع المنظمات الدولية لحقوق الإنسان للدفاع عن مبادئ حقوق الإنسان في الدولة.[4]

من المهام الملقاة على عاتق المؤسسات الوطنية لحقوق الإنسان: تعزيز الوعي العام، وتثقيف الجماهير حول حقوق الإنسان، وتوضيح أهداف هذه المنظمات لعامة الناس، وتنظيم الندوات والمؤتمرات العامة حول مواضيع تتعلق بحقوق الإنسان، بالإضافة لإنتاج ونشر مطبوعات حول حقوق الإنسان، كذلك تتمثل إحدى الوظائف الهامة الأخرى لمؤسسات حقوق الإنسان في المراجعة المنهجية لسياسة حقوق الإنسان التي تتبعها الحكومات، من أجل اكتشاف أوجه الخلل والقصور في احترام حقوق الإنسان، واقتراح طرق لتحسينها، وعلى كلّ حال تختلف درجة تنفيذ التوصيات والقرارات الصادرة عن مؤسسة حقوق الإنسان بحسب المناخ العام للحقوق والحريات في الدولة.
تراقب مؤسسات حقوق الإنسان أيضًا التزام الدول والحكومات بقوانين حقوق الإنسان الدولية، وتوصي بالتغييرات الملائمة عند اللزوم، ووفقًا لمبادئ باريس: «المؤسسات الوطنية لحقوق الإنسان ملزمة بإعداد تقارير حول وضع حقوق الإنسان في الدولة بشكل سنوي».

## سبب إنشاء المؤسسات الوطنية لحقوق الإنسان
أوضح المجلس الدولي لحقوق الإنسان أن هناك ثلاثة أسباب تدعو لإنشاء المؤسسات الوطنية لحقوق الإنسان:
- لمعرفة حقيقة مزاعم انتهاكات حقوق الإنسان في بعض البلدان التي تعاني من نزاعات داخلية مثل جنوب أفريقيا وأيرلندا.
- كمؤسسات أو هيئات ضامنة للتعامل مع جميع القضايا المتعلقة بحقوق الإنسان في دول مثل المكسيك ونيجيريا.
- لدعم وتوطيد حماية حقوق الإنسان على المدى الطويل في دول مثل أستراليا ونيوزيلندا.

رغبت العديد من حكومات الدول بأن تعكس مؤسسات حقوق الإنسان طابعها المحلي وهويتها الثقافية بشكل أكثر فعالية، وبناءً على ذلك أصدر مجلس حقوق الإنسان عدة قرارات في عام 1992، أوصت من خلالها بأن تساهم الحكومات المحلية في تأسيس وترويج هذه المؤسسات في الدول التي لم يكن لديها مؤسسات حقوق إنسان بعد، وتطوير عملها في الدول التي لديها مؤسسات وطنية بالفعل.
تعمل المؤسسات الوطنية لحقوق الإنسان في بعض الدول على المستوى الدولي والإقليمي كما هو الحال في دول الاتحاد الأوروبي، إذ توفر هذه المؤسسات من خلال الخبرات التي تمتلكها القدرة على تعزيز حقوق الإنسان وعلى رأسها المساواة في المعاملة، كلّ ذلك يقدم فوائدًا جمّة لمساعدة الدول في الامتثال لمعايير حقوق الإنسان الدولية من خلال توفير نظرة موضوعية وفريدة لمعالجة وحل القضايا على المستوى المحلي.
توفر المؤسسات الوطنية لحقوق الإنسان حلولًا شاملة وواسعة النطاق بالتعاون مع الأمم المتحدة، ومع ذلك قد ترفض بعض الدول تنفيذ التوصيات والقرارات الصادرة عن هذه المؤسسات، ويبدو أنّ أفضل طريقة لكي تكون المؤسسات الوطنية لحقوق الإنسان شرعية وفعالة هي تمتعها بالاستقلال والحياد، لكن الاستقلال عن الحكومة والمنظمات الأخرى غير الحكومية يخلق صعوبات أكبر في التمويل، في معظم دول العالم تتلقى هذه المؤسسات تمويلًا حكوميًا، ويُعين أعضاؤها من قبل الحكومة، وهو الأمر الذي يُشكك في استقلالية المؤسسات الوطنية لحقوق الإنسان وحياديتها.

## مبادئ باريس
وُضعت مبادئ باريس في المؤتمر الذي عقدته لجنة الأمم المتحدة لحقوق الإنسان عام 1991، وعلى الرغم من اختلاف هيكلية المؤسسات الوطنية لحقوق الإنسان من بلد إلى آخر، إلا أنها تشترك ببعض الخصائص الأساسية، تنص مبادئ باريس التي اعتمدتها لجنة حقوق الإنسان التابعة للأمم المتحدة في مارس عام 1993 على أن مسؤوليات المؤسسات الوطنية لحقوق الإنسان هي: التصديق على معاهدات حقوق الإنسان، والتعاون مع منظمات وهيئات حقوق الإنسان الأخرى، إذ حددت ستة معايير رئيسية للدول التي تسعى إلى إنشاء أو تفعيل عمل مثل هذه المؤسسات:
- الاستقلال عن الحكومة.
- توفر قوانين أو تشريعات في الدولة تمنح الاستقلال القانوني والمالي للمؤسسة.
- منح صلاحيات مناسبة لكي تتمكن من العمل بفعالية.
- توفر موارد مالية وبشرية كافية.
- تحديد صلاحيات المؤسسة بوضوح بما في ذلك دورها في تعزيز وحماية حقوق الإنسان على مستوى العالم.[9]

تُعتمد المؤسسات الوطنية لحقوق الإنسان التي تتوافر فيها هذه المعايير الأساسية بشكل كامل وتمنح التصنيف «A»، أما تلك التي تحقق الشروط جزئيًا فتصنف في درجة أقل «B»، وتكون اللجنة الفرعية للاعتماد هي المسؤولة عن تحديد حالة كل مؤسسة وطنية لحقوق الإنسان وتصنيفها، أما المؤسسات الوطنية لحقوق الإنسان التي لا تلتزم بمبادئ باريس فتصنف في درجة «C»، ومع ذلك قد يسمح لها بالمشاركة في المؤتمرات بصفة مراقب، تعيد اللجنة النظر في هذه التصنيفات كل خمس سنوات، مما يتيح للمؤسسات فرصًا متعددة لإظهار مزيد من الاستقلالية أو الالتزام بمبادئ باريس، ولأنّ اللجنة تهدف إلى أن تكون شفافة وقوية وشاملة في تقييماتها، تقدم المشورة بشأن أفضل السبل لتحسين تصنيف المؤسسات وامتثالها لمبادئ باريس.